# RAIL WARS! -日本國有鐵道公安隊-
《RAIL WARS! -日本國有鐵道公安隊-》（日语：RAIL WARS! -日本國有鉄道公安隊-）是由豐田巧所著的日本輕小說，負責繪製插畫。於2012年1月起由創藝社發行，但因創藝社退出輕小說市場，後來於2017年12月轉由實業之日本社發行。2014年6月起由青文出版社翻譯並出版其繁體中文版。

## 故事簡介
這作品以日本國有鐵道沒被分割民營化的平行世界日本為舞台，描述被編配到鐵道公安隊培訓的主角高山直人等四位高中生與公安隊隊員一起活動的情形。
2012年11月起，此作品於Blade Online上開始連載由淺川圭司負責作畫的漫畫版。其後於2013年底發表改編電視動畫的計劃並決定於2014年夏天在TBS電視和BS-TBS開始播放。另外，亦有改編為遊戲的計劃，並已於2014年5月設立官方網站。

## 登場人物
登場人物的姓氏取自國鐵、JR所轄現存及已廢止的鐵道路線。

### 國鐵

#### 東京中央鐵道公安室第四警戒班
東京中央鐵道公安室第四警戒班（通稱：警四）。
高山直人（聲：福山潤）
本作主人公，桐生鐵路高中二年級生（旅客運輸科），被任命擔任警四的代理班長。
一心想進入國鐵工作，一方面是自身就是鐵道迷，小時候就很喜歡鐵道，也對鐵道相關的資訊非常清楚，並希望成為電力列車的駕駛，另一方面是本性較追求安穩的生活，國鐵福利制度完善，又不會有裁員危機，因此國鐵工作十分適合自己需求。然而剛進學生鐵道OJT時得知自己是被排在公安隊頓時感到失望，認為與本追求安穩的國鐵生活完全不符，不過因為新人不會被派遣危險任務而讓他暫時鬆口氣，對公安隊的工作仍然十分盡職。
小時候曾被一位DD51型的駕駛救過一命，這也成為他如此憧憬當國鐵駕駛的原因之一。
每天早上都在房間裡用超大規模的鐵道模型練習駕駛。
姓氏取自高山本線。
櫻井葵（聲：沼倉愛美）
本作女主角，樱花女子高中二年級生，討厭男性（屬於存有偏見的類型），加入公安隊的理由是「想要射殺色狼」，但對直人意外的有信任，喜欢高山直人，会因为對方脸红。因为也想让高山当公安，因此每次都狠狠的训练他。剛進學生鐵道OJT時因為新人不會被派遣危險任務而感到相當失望。
由於受父親期待成為女警的緣故，從小就在海外進行射擊訓練與合氣道。
姓氏取自櫻井線。
小海遙（聲：內田真禮）
容姿端麗、天然純真、頭腦明晰的巨乳少女。白精華高中二年級生。有著能夠記住東京車站全部列車時刻表的記憶力。對直人表示想進國鐵工作是為了見某人。年幼時曾在交通博物館受困於倉庫中後被直人所救，因此喜欢上直人，但直人本身已不太記得此事。看到直人和札沼或樱井在一起时会有一些嫉妒。
缺乏運動神經，短期研修進行射擊訓練時曾經打中天花板。
姓氏取自小海線。
岩泉翔（聲：日野聰）
櫻堤高中二年級生，做事不會詳細思考的行動派。體能傑出，研修時體力測驗往往能夠拿到高分，文科方面的成績卻慘不忍睹，常常要補考或補修。
解決問題時會以武力為優先，因此常身著防刺背心，並隨身攜帶附電擊槍功能的兩根新型特殊警棒。
姓氏取自岩泉線。
飯田奈奈（聲：堀江由衣）
警四的班長，個性溫柔，對於仍是高中生的直人等人給予高度信任。
與機動隊隊長五能瞳是同期研修生，曾經一起行動。研修時代不論是射擊或測驗都勝過瞳。
姓氏取自飯田線。
K4（聲：加隈亞衣）
東京車站爆破預告事件中被犯人關在掩飾炸彈的寵物籠裡的小狗，品種是吉娃娃。事件結束後被警四收留，對男性非常敏感，當直人與岩泉靠近時便會瘋狂亂叫，因此都靠小葵、小遙和飯田照顧。

#### 其他國鐵職員
五能瞳（聲：中原麻衣）
東京公安機動隊隊長，總是站在最前線進行鎮壓工作。
直人等人進行短期研修時的教官，並對他們進行嚴格指導，與警四班長的奈奈為同期。
姓氏取自五能線。
貝塚
東京公安機動隊副隊長。
大湊修（聲：中博史）
東京中央鐵道公安室的室長，偶像鹿島乃亞的歌迷。
姓氏取自大湊線。
冰見文繪
在橫濱鐵道公安室·第二警戒班進行實務訓練的研修生。
姓氏取自冰見線。
福鹽
在橫濱鐵道公安室·第二警戒班擔任班長代理進行實務訓練的研修生。
姓氏取自福鹽線。
新湊
在橫濱鐵道公安室·第二警戒班進行實務訓練的研修生，女性。
姓氏取自新湊線。
成田哲也（聲：天田益男）
警四的教官。
姓氏取自成田線。
和歌山純一（聲：齋藤寬仁）
鐵道公安隊輕井澤分室的公安隊員，管理EB42型鐵路腳踏車「愛伯特君」。
姓氏取自和歌山線。
片町登（聲：松山鷹志）
東京車站站長。
姓氏取自片町線。
七尾美穗（聲：加隈亞衣）
片町站長的秘書
姓氏取自七尾線。
山田（聲：齋藤寬仁）
北斗星號列車的車掌，仙台鐵道管理局所屬。
姓氏取自山田線。
南武
首都圈公安隊本部長，官階比大湊更高，對警四十分信任。
姓氏取自南武線。
根岸
首都圈公安隊副本部長。
姓氏取自根岸線。
宇野
首都圈公安隊部長。
姓氏取自宇野線。
東金
本設總務本部·總務部部長。
姓氏取自東金線。
小濱
東京中央鐵道公安室·第一搜查班班長。
姓氏取自小濱線。
奈良
東京中央鐵道公安室·第二搜查班班長。講話有關西腔。
姓氏取自奈良線。
長崎
東京中央鐵道公安室·第三警備班班長。
姓氏取自長崎本線。
大崎
倉賀野貨物車站總務課職員。
久慈愛麗絲（聲：藤村步）
KiHa381系柴聯車的列車長，留著一頭金色的長髮。曾在列車動力系統出狀況時受到直人與飯田的幫助。
人物原形為玩具公司TOMY TEC旗下的「鐵道娘」系列第二彈登場角色。
姓氏取自三陸縱貫線北谷灣線的久慈車站，名字則由北谷灣線名「リアス」反序而來。
內子秀秋
九州鐵道公安隊·延岡分室的隊員。在高千穗線幽靈騷動事件領導警四。
姓氏取自內子線。

### RJ
士幌邦夫
RJ幹部、男性。士幌邦夫這個名字是假名，真名不詳。
姓氏取自士幌線。
手宮理惠
RJ成員、女性，士幌邦夫的屬下，同樣使用假名。
姓氏取自手宮線。
木原
原RJ成員、男性，後來脫離並向輕井澤公安隊尋求庇護，並提供RJ欲發動關東火力發電廠同時爆炸的大規模攻擊計畫情報。
有個急切需要肝臟移植的妹妹優奈（ゆな）。
姓氏取自夷隅線舊稱木原線。
添田
RJ成員、男性，欲發動關東火力發電廠同時爆炸的大規模攻擊計畫主謀者。
姓氏取自添田線。
千歲健太郎
本社總務本部公關部宣傳課的組長。曾參與一週鐵道公安隊長的計劃。
實際上是RJ潛伏在國鐵的內通者，東窗事發後逃跑而進行地下活動。最後被鐵道公安隊逮捕。
姓氏取自千歲線。

### 桐生鐵路高中
札沼真里（聲：五十嵐裕美）
與直人同樣就讀桐生鐵路高中的二年級生，是一名音鐵（指對列車行駛聲、車內廣播特別有興趣的鐵道迷），喜歡隨身帶著粉紅色小型錄音筆旅行全國各地，錄下鐵路的聲音。
夢想是成為服務員，因此加入了專門以車內服務為主的「日本食堂公司」進行實務訓練。
姓氏取自札沼線。
吉備香（聲：高野麻里佳）
福知山
直人的班導師，54歲，留著七三分的髮型，並會使用整髮劑梳理。
曾經在國鐵工作過，後來轉換跑道擔任教職。
姓氏取自福知山線。

### 阿特拉王國
貝爾尼納（聲：今野宏美）
地中海小國阿特拉王國的王子，家族王位繼承順位為第五位，金髮碧眼的美少年。也是一名鐵路迷。
為了拜訪友好城市札幌市而搭乘北斗星號列車前往並由警四負責護送，結果途中遭可疑份子襲擊。
與小遙過去就認識（說是在英國留學時的同學）。真實性別其實是女性，似乎因特別原因才冒充成男性，該秘密目前僅有王族中少數人與直人知道。似乎對直人有好感。
名字取自瑞士的貝爾尼納快車
布魯亞
阿特拉王國的國務長官，陪伴貝爾尼納訪日行程。實際上是王位繼承順位第六位的親信，為協助奪得繼承權而計畫謀殺前五位繼承者。
卑爾根
照顧貝爾尼納的女僕。

### 其他
北上佳奈
誠愛女子學園國中部二年級生，擁有一頭黑色雙馬尾長髮。在京濱東北線被癡漢騷擾時受到了葵的幫助，因此很仰慕葵，並稱葵為「姐姐大人」。
姓氏取自北上線。
鹿島乃亞（聲：茅原實里）
高中生，四人偶像團體「unoB」的主唱，並負責作詞、作曲。
曾擔任一週的鐵道公安隊長。對直人有好感。
姓氏取自鹿島線。
花咲桃世
高千穗旅館老闆的女兒，高中三年級。協助警四調查高千穗線幽靈事件。似乎對直人有好感。
姓氏取自根室本線釧路車站至根室車站區間的暱稱「花咲線」。
門田櫻（聲：生天目仁美）
生日1982年10月17日，天秤座，A型，身高163公分。
女警官，非常無法容忍眼前任何交通違規的人，曾因小葵為追上直人與小遙強行通過道路被她撞見而遭到搏命追逐。
人物原形為玩具公司TOMY TEC旗下的「鐵道娘」系列第二彈登場角色。
姓名全取自有樂町線的櫻田門車站，「櫻田門」同時也是警視廳的代稱。
砂原成美

## 登場列車·鐵道景點

### 列車

#### 蒸汽機車
- 日本國鐵C57型蒸汽機車

135號機保存於交通博物館至今，現實中已遷移至鐵道博物館。
- 日本國鐵C62型蒸汽機車

2號和3號機登場。作行駛中的投煤訓練用。

#### 柴油機車
- 日本國鐵DD51型柴油機車

- 日本國鐵DF51型柴油機車

架空車輛，原型為DD51型，動力轉向架為3軸，引擎和排氣量與DD51型相同，但屬1067mm軌距車輛中出力最大者；兩端大燈為3燈式，駕駛室的門在右側正面並類似日本國鐵DD13型柴油機車。
- 日本國鐵DD53型柴油機車

#### 電力機車
- 日本國鐵ED42型電力機車

ABT式齒軌電力機車，退役後保存4輛，留在輕井澤車站的車庫內分為麓側3輛、山側1輛，中間連結10系客車「白山」8輛，作超高擬真度模擬器使用。
此外另有架空的軌道自行車EB42形「ABT君」，外型和機能以ED42型為基礎，車體縮小，以人力驅動齒輪，可以回生電軔控制下山速度。此車在信越本線坍方中斷時行走留有齒軌的舊線，緊急運送器官移植用的肝臟。
- 日本國鐵EF63型電力機車

- 日本國鐵EF68型電力機車

架空車輛，原型為EF510型電力機車500番台，裝有下半交叉的菱形集電弓。
端面上車號銘板特有的倒三角形標章造型取自日本國鐵EF66型電力機車。
- 日本國鐵EF82型電力機車

架空車輛，在動畫版中登場，係EF81型的後繼車種。主電動機採用鼠籠式馬達RW1形6具，有牽引1350噸列車的實力。
- 日本國鐵EH10型電力機車

公安機動隊特別強襲班所屬車輛，牽引60系客車改造的柴油客車3輛。比實車多出複數的同步線，裝有雙頭連結器。
- 日本国铁EF81型电力机车

- 日本國鐵ED79型電力機車

- 日本國鐵ED76型電力機車

#### 鐵路客車
- 日本國鐵10系客車（日语：国鉄10系客車）

與ED42型電力機車連結，作超高擬真度模擬器使用。
- 日本國鐵12系客車（日语：国鉄12系客車）

- 日本國鐵12系客車（日语：国鉄20系客車）

- 日本國鐵24系客車

- JR東日本E26系客車（仙后座）（日语：JR東日本E26系客車）﹙被篡改為日本國鐵26系客車﹚

- 日本國鐵28系客車

架空車輛，隼號用雙層臥車，設定為E26系的鋼製車，藍色金帶塗裝。
- 日本國鐵MaNi30型客車（日语：国鉄マニ30形客車）

現金輸送用行李車。在倉賀野貨運站留置的1輛被RJ改造成偽造車票印刷所。
- 日本國鐵MaNi62型客車

架空車輛，連結在高速貨物列車中的行李車。

#### 柴聯車
- 日本國鐵KiHa381系柴聯車

架空車輛，駕駛車外型取自國鐵KiHa81系柴聯車，係國鐵唯一推拉式燃氣渦輪機車，中間車外型則取自國鐵MOHA381形電車，有傾斜功能。最高時速120公里，曾在山陰本線試驗運轉創下柴聯車最高時速158公里的紀錄。在動畫版中因車輛老舊而出現渦輪有爆炸聲、空調停止等故障情形。
現實中曾存在的燃氣渦輪車組則是試驗性質的國鐵KiHA07系 901番台，國鐵KiHa391系柴聯車。
- 日本國鐵KiHa35系柴聯車（日语：国鉄キハ35系気動車）

- 日本國鐵KiHa38型柴聯車（日语：国鉄キハ38形気動車）

- 日本國鐵KiHa40系柴聯車（日语：国鉄キハ40系気動車 (2代)）

- 日本國鐵KiHa52型柴聯車（日语：国鉄キハ20系気動車）

- 日本國鐵KiHa23型柴聯車（日语：国鉄キハ45系気動車）

- 日本名鐵KiHa8000系柴聯車（日语：名鉄キハ8000系気動車）

#### 電聯車
- 日本國鐵115系電聯車

- 日本國鐵115系電聯車

- 日本國鐵101系電聯車（日语：国鉄101系電車）

- 日本國鐵103系電聯車

- 日本國鐵205系電聯車

- JR東日本E231系電聯車﹙作品中被改為日本國鐵231系電聯車﹚

- JR東日本E233系電聯車﹙作品中被改為日本國鐵233系電聯車﹚

- 日本國鐵169系電聯車

- 日本國鐵185系電聯車（日语：国鉄185系電車）

- 日本國鐵189系電聯車（日语：国鉄183系電車）

- JR東日本E351系電聯車﹙作品中被改為日本國鐵351系電聯車﹚

#### 新幹線列車
- 新幹線0系電聯車

- 新幹線200系電聯車

- 新幹線300系電聯車

- 新幹線925型電聯車10番台（日语：ドクターイエロー）

### 鐵道·車站

#### 關東地方
- 京濱東北線

- 東京車站

- 田端車站

- 上野車站

- 山手線

- 宇都宮線

- 尾久車輛中心

- 鶴見線

- 海芝浦站

- 高崎線

- 北上尾車站

- 會津鐵道

- 湯野上溫泉車站

- 兩毛線

* 桐生車站

- 伊東車站

- 渡良瀨溪谷鐵道渡良瀨溪谷線

- 神戶車站

- 澤入車站

#### 東北·北海道地方
- 津輕線

- 青森車站

- 海峽線

- 函館本線

- 函館車站

- 長萬部車站

- 室蘭本線

- 伊達紋別車站

- 北舟岡車站

- 東室蘭車站

- 東北本線

- 鹽釜車站

- 青森鐵道線

- 大湊線

- 野邊地車站

### 其他景點
- 交通博物館

- 碓冰第三大橋（日语：碓氷第三橋梁）

- 青函隧道

## 用語

### 國鐵相關
國鐵（日本國有鐵道）
本作登場的鐵道組織，原型為JR分割民營化前的國營鐵道企業日本國有鐵道。
國有鐵道公安隊
國鐵擁有的公安組織。為了應對戰後持續增加的鐵道犯罪，募集瞭解鐵道的國鐵職員，處理鐵道上發生的案件。
鐵道公安隊有著警察權，在國鐵管轄範圍內可以逮捕犯人，全體約3000名隊員。
特設公安科課程
加入學生鐵道OJT前所需的30天研修課程，於西國分寺站附近的「國鐵中央學院」進行。內容包含鐵道與相關法律知識、武道與射擊訓練（於警察學校進行）、自衛隊入伍體驗、蒸汽機車投炭訓練與列車防護訓練。
高度教育研修
鐵道公安隊的強化進修課程，採用個別訓練、更加專業的短期課程，研修結果與將來職位分配密切相關。警四被配屬在安中榛名車站（動畫改為輕井澤）進行研修。
東京中央鐵道公安室
直人參與學生鐵道OJT被配屬到的場所，位在每日約有四萬人進出的東京車站內。成員約70人，分有第一搜查班、第二搜查班、第三警備班與第四警戒班。
第四警戒班
東京中央鐵道公安室專為研修準備的部門。尚未招收研修生時只有飯田班長一人。
為了不讓研修生遭遇生命危險，只分配給他們倒茶、巡邏車站這類簡單工作，而因為今年所分發研修生的關係（特別是葵與翔），開始考慮改變方針。
公安機動隊
瞳所領導的機動部隊，隊員受過嚴格的訓練並配備精良的裝備，能對付危險性更高的罪犯，內部還組織更精銳的「特別急襲班」（National Railway Special Assualt Team簡稱「NRSAT」）。動畫中還表示有可載運部隊至日本各鐵道的地下專用路線與專用列車。
KOKUKA
國鐵發行的儲值車票。桐生鐵路高中學生上學時必要的卡片，能夠記錄遲到的次數，並送到學校的資料庫進行統計。
與私鐵發行的PANDA卡無法互通使用。
RJ
本作登場的虛構恐怖組織，以國鐵分割民營化為目標的激進派份子組成。成員多用假名互稱。

### 其他
桐生鐵路高中
高山直人所就讀的學校，授課以鐵道及交通的產業教育為主，培養出的學生可成為鐵道界即戰力。
只有設立旅客運輸科與機械維修科，並沒有普通科。歷史悠久，長久以來都是男校，從2002年開始招收女學生，現在男女的比例為1:1。
學生鐵道OJT
一種職業教育的研修制度稱為OJT。對有意願進入國鐵的學生，會在高二時給予他們實習機會，實習的結果將影響未來是否能進國鐵工作。
不過一旦在實習中犯錯，想要從事與鐵道相關的工作就會變得非常困難。
阿特拉王國
位於地中海的虛構小國，雖然國土面積極小，大型电机工業卻相當發達，許多電車相關與電子產品皆從其出產，国民生产总值高達一兆。
過去採用帝國制度，但現都以「國王」來取代「帝王」稱呼。

## 出版資料

### 小說
舊版
日文版1至13集由 創藝社 發行；中文版由 青文出版社 發行。
| 冊數 | 創藝社         | 創藝社                 | 青文出版社     | 青文出版社             |
| 冊數 | 初版發售日期   | ISBN                   | 初版發售日期   | ISBN                   |
| ---- | -------------- | ---------------------- | -------------- | ---------------------- |
| 1    | 2012年1月16日  | ISBN 978-4-88144-150-3 | 2014年6月21日  | ISBN 978-986-356-057-9 |
| 2    | 2012年5月15日  | ISBN 978-4-88144-159-6 | 2014年8月7日   | ISBN 978-986-356-140-8 |
| 3    | 2012年9月15日  | ISBN 978-4-88144-167-1 | 2014年12月17日 | ISBN 978-986-356-170-5 |
| 4    | 2012年11月15日 | ISBN 978-4-88144-169-5 | 2015年4月16日  | ISBN 978-986-356-221-4 |
| 5    | 2013年2月15日  | ISBN 978-4-88144-173-2 | 2015年9月9日   | ISBN 978-986-356-281-8 |
| 6    | 2013年5月15日  | ISBN 978-4-88144-179-4 |                |                        |
| 7    | 2013年9月19日  | ISBN 978-4-88144-182-4 |                |                        |
| 8    | 2014年1月31日  | ISBN 978-4-88144-188-6 |                |                        |
| 9    | 2014年6月20日  | ISBN 978-4-88144-192-3 |                |                        |
| 10   | 2014年12月24日 | ISBN 978-4-88144-201-2 |                |                        |
| 11   | 2015年7月11日  | ISBN 978-4-88144-210-4 |                |                        |
| 12   | 2015年12月24日 | ISBN 978-4-88144-216-6 |                |                        |
| 13   | 2016年8月3日   | ISBN 978-4-88144-220-3 |                |                        |

新版
日文版改由 實業之日本社 發行。
| 冊數 | 實業之日本社   | 實業之日本社           |
| 冊數 |                | ISBN                   |
| ---- | -------------- | ---------------------- |
| 1    | 2020年2月7日   |                        |
| 2    | 2020年2月7日   |                        |
| 3    | 2020年2月7日   |                        |
| 4    | 2020年2月7日   |                        |
| 5    | 2020年2月7日   |                        |
| 6    | 2020年2月7日   |                        |
| 7    | 2020年2月7日   |                        |
| 8    | 2020年2月7日   |                        |
| 9    | 2020年2月7日   |                        |
| 10   | 2020年2月7日   |                        |
| 11   | 2020年2月7日   |                        |
| 12   | 2020年2月7日   |                        |
| 13   | 2020年2月7日   |                        |
| 14   | 2017年12月15日 | ISBN 978-4-408-55401-3 |
| 15   | 2018年7月31日  | ISBN 978-4-408-55436-5 |
| 16   | 2018年12月14日 | ISBN 978-4-408-55456-3 |
| 17   | 2019年7月19日  | ISBN 978-4-408-55488-4 |
| 18   | 2019年12月13日 | ISBN 978-4-408-55559-1 |
| 19   | 2020年7月10日  | ISBN 978-4-408-55602-4 |
| 20   | 2020年12月14日 | ISBN 978-4-408-55640-6 |

### 漫畫
自2012年11月起在BLADE ONLINE上連載。原作豊田巧、角色原案、漫畫作畫由浅川圭司負責。
| 冊數 | Mag Garden     | Mag Garden             |
| 冊數 | 發售日期       | ISBN                   |
| ---- | -------------- | ---------------------- |
| 1    | 2013年11月10日 | ISBN 978-4-8000-0225-9 |
| 2    | 2014年8月9日   | ISBN 978-4-8000-0347-8 |
| 3    | 2015年4月10日  | ISBN 978-4-8000-0431-4 |

## 電視動畫
以《RAIL WARS!》為題的電視動畫在2014年7月於TBS和BS-TBS上播放。

### 製作人員
- 原作：豐田巧（日语：豊田巧）「RAIL WARS!-日本國有鐵道公安隊-」（創藝社/創藝社Clear文庫刊）
- 原作插畫：
- 監督：末田宜史
- 系列構成：鈴木雅詞
- 角色設計、總作畫監督：宇野真
- 副角色設計、總作畫監督：小磯沙矢香
- 道具設計：高橋成世、植田和幸
- 美術設定：松本浩樹
- 美術監督：渡邊幸浩
- 色彩設計：
- CG製作人：井野元英二
- CG編導：越田祐史
- 音樂：藤澤慶昌
- 音樂製作：Lantis
- 執行製作人：菊池貞和
- 製片人：石黑達也、田中潤一朗、山本洋之、吉江輝成、福田順、田島宏行、酒井賢一郎、石垣毅
- 動畫製作人：林瑛介
- 動畫制作：Passione
- 製作：ProjectRW！、TBS

### 主題曲
片頭曲
作詞：畑亞貴，作曲、編曲：菊田大介（Elements Garden），歌：茅原实里
片尾曲「OVERDRIVER」
作詞、作曲、編曲、歌：ZAQ
插曲
「Borderless journey」（第4話）
作詞：畑亞貴，作曲、編曲：齊藤真也，歌：鹿島乃亞（茅原實里）
（第4話）
作詞：畑亞貴，作曲、編曲：下川佳代，歌：鹿島乃亞（茅原實里）

### 各話列表
| 話數     | 日文標題 | 中文標題           | 劇本              | 分鏡              | 演出                                  | 作畫監督 |
| -------- | -------- | ------------------ | ----------------- | ----------------- | ------------------------------------- | --- |
| 第一話   |          | 歡迎來到警四！     | 鈴木雅詞          | 末田宜史          | 三瓶聖、山岡實 山田雅之、木村寬       | 植田和幸、滿若高代 鳥山冬美、藤原未來夫 中野典克、小野田貴之 黑田和也、小磯沙矢香                                   |
| 第二話   |          | 讓我這樣稍微待會兒 | 鈴木雅詞          | 末田宜史 星野真   | 喜多幡徹 重原克也                     | 近藤源一郎、滿若高代 福島勇、福部憲知 藤原未來夫、鳥山冬美 橋本和則                                                 |
| 第三話   |          | 很帥氣喔           | 鈴木雅詞          | 高橋丈夫          | 荒井省吾                              | 渡邊琉璃子、安達佑輔 德田夢之介                                                                                     |
| 第四話   |          | 說不定喜歡上了     | 鈴木雅詞          | 星野真            | 又野宏道                              | 小山知洋 |
| 第五話   |          | 不准偷看喔         | 鈴木雅詞 野嵜雅信 | 平田豐 高橋成世   | 松本正幸                              | 飯飼一幸、尾形健一郎                                                                                                |
| 第六話   |          | 我會保護妳的       | 鈴木雅詞          | 外山草 高橋成世   | 重原克也、山田雅之                    | 阿部可奈子、重原克也 森川侑紀、臼田美夫                                                                             |
| 第七話   |          | 我覺得挺合適的     | 鈴木雅詞          | 喜多幡徹 高橋成世 | 江島泰男                              | 山中正博、清水勝祐 重原克也、鯉川慎平                                                                               |
| 第八話   |          | 由我來傳遞         | 鈴木雅詞          | 高橋丈夫          | 野木森達哉                            | 櫻井正明、小川惠理 佐藤麻里耶、滿若高代 近藤源一郎、藤原未來夫 小野田貴之、中野典克                                 |
| 第九話   |          | 謝謝               | 鈴木雅詞          | 三瓶聖 末田宜史   | 五味伸介                              | 村上龍之介、五味伸介 井上夏美、臼田美夫 藤原未來夫、佐藤麻里耶 阪本望實、宮井加奈                                   |
| 第十話   |          | 能替我保密嗎？     | 鈴木雅詞          | 高橋丈夫          | 五月女有作                            | 近藤源一郎、滿若高代 櫻井拓郎、藤原未來夫 臼田美夫、佐藤麻里耶 小川惠理                                             |
| 第十一話 |          | 讓我陪陪妳吧       | 鈴木雅詞          | 高橋成世          | 山田雅之                              | 小磯紗矢香、近藤源一郎 滿若高代、臼田美夫 小川惠理、小野田貴之 佐藤麻里耶、櫻井拓郎 藤原未來夫、村上龍之介 森友宏樹 |
| 第十二話 |          | 大家在等著你呢     | 鈴木雅詞          | 西澤晉            | 喜多幡徹、夕澄慶英 重原克也、末田宜史 | 森川侑紀、川島勝 臼田美夫、伊藤浩 阿部可奈子、依田正彥 滿若高代、近藤源一郎 佐藤麻里耶、小野田貴之 鳥山冬美         |

### 播放電視台
日本深夜動畫：下文記載的日本国内播放時間使用日本標準時間（UTC+9）表示。因為部分時間标识會採用30小时制，因此請留意这类超过24:00的时间，其實際播放時間為翌日清晨。
| 播放地區   | 播放電視台    | 播放日期               | 播放時間（UTC+9）         | 所屬聯播網          | 備註   |
| ---------- | ------------- | ---------------------- | ------------------------- | ------------------- | ------ |
| 關東廣域圈 | TBS電視台     | 2014年7月3日－9月18日  | 星期四 25時46分－26時16分 | 日本新聞網          | 製作局 |
| 兵庫縣     | SUN電視台     | 2014年7月6日－9月21日  | 星期日 25時30分－26時00分 | 獨立UHF局           |        |
| 中京廣域圈 | 中部日本放送  | 2014年7月10日－9月25日 | 星期四 26時51分－27時21分 | 日本新聞網          |        |
| 日本全國   | BS-TBS        | 2014年7月12日－9月27日 | 星期六 25時00分－25時30分 | 日本新聞網 衛星電視 |        |
| 日本全國   | d Anime Store | 2014年7月15日－9月30日 | 星期二 12時00分 更新      | 網路電視            |        |
| 日本全國   | NICONICO頻道  | 2014年7月15日－9月30日 | 星期二 12時00分 更新      | 網路電視            |        |
| 日本全國   | GyaO!         | 2014年7月15日－9月30日 | 星期二 12時00分 更新      | 網路電視            |        |
| 日本全國   | NICONICO直播  | 2014年7月15日－9月30日 | 星期二 23時30分－24時00分 | 網路電視            |        |

| TBS電視台 星期四 25:46－26:16 節目 | TBS電視台 星期四 25:46－26:16 節目   | TBS電視台 星期四 25:46－26:16 節目 |
| ---------------------------------- | ------------------------------------ | ---------------------------------- |
|                                    | RAIL WARS! （2014年7月3日－9月18日） |                                    |
| 洪門劍靈傳說                       | 我，要成為雙馬尾                     |                                    |

### 藍光／DVD
| 卷數 | 發售日         | 收錄話         | 規格編號   | 規格編號   |
| 卷數 | 發售日         | 收錄話         | 藍光       | DVD        |
| ---- | -------------- | -------------- | ---------- | ---------- |
| 1    | 2014年9月17日  | 第1話－第2話   | PCXG-50431 | PCBG-51711 |
| 2    | 2014年10月15日 | 第3話－第4話   | PCXG-50432 | PCBG-51712 |
| 3    | 2014年11月19日 | 第5話－第6話   | PCXG-50433 | PCBG-51713 |
| 4    | 2014年12月17日 | 第7話－第8話   | PCXG-50434 | PCBG-51714 |
| 5    | 2015年1月21日  | 第9話－第10話  | PCXG-50435 | PCBG-51715 |
| 6    | 2015年2月18日  | 第11話－第12話 | PCXG-50436 | PCBG-51716 |

## 遊戲
原本預定由5pb.在2014年11月27日發售PlayStation Vita的冒險類型遊戲《RAIL WARS! -軽井沢より殺意を乗せて-》，後來在2014年10月24日將發售日變更為未定，最後官方網站在2016年1月28日宣布取消發售。

## 外部連結
- 夢の鉄道パラダイス・エンタテイメント「RAIL WARS!」官方網站（日語）
- 創芸社Clear文庫 官方網站（日語）
- 創芸社 官方網站（页面存档备份，存于）（日語）
- Blade Online 官方網站（页面存档备份，存于）（日語）
- RAILWARS! 官方網站｜TBS電視台（页面存档备份，存于）（日語）
- RAIL WARS!官方支援網站（日語）
- 遊戲官方網站（页面存档备份，存于）（日語）
- RAIL WARS!的X（前Twitter）（日語）